# Sonny Colbrelli
Sonny Colbrelli (Desenzano del Garda, 17 mei 1990) is een voormalig Italiaans wielrenner. In 2021 won hij Parijs-Roubaix en het Europees kampioenschap.

## Carrière
Colbrelli begon zijn loopbaan in 2012 bij de Italiaanse ploeg Colnago CSF Bardiani dat vooral wedstrijden op lager niveau reed. In 2017 maakte hij de overstap naar de WorldTour ploeg Bahrain-Merida. Zijn grootste overwinning dat jaar was de Brabantse Pijl. Daarnaast was hij goed voor tal van ereplaatsen in grote koersen en etappes in de Tour de France.
Zijn wielerploeg Bahrein-Merida werd in 2020 Bahrein-McLaren en in 2021 Bahrein-Victorious.
Colbrelli beleefde zijn mooiste wielerseizoen in 2021 met overwinningen in Parijs-Roubaix, de Benelux Tour, het Italiaans kampioenschap en het Europees kampioenschap in Trente.
Op 21 maart 2022 in de openingsetappe in de Ronde van Catalonië sprintten Colbrelli en Michael Matthews voor de overwinning. De Australiër won maar dat werd al snel overschaduwd door het hartfalen van Colbrelli na de finishlijn. Hartmassage werd toegepast op de bewusteloze Italiaan waarna hij naar het ziekenhuis werd gebracht, waar zijn toestand werd gestabiliseerd. Enkele weken later werd bij hem een defibrillator geïmplanteerd. Colbrelli stopte vervolgens noodgedwongen met koersen.  

## Overwinningen
2010
Trofeo Alcide Degasperi
2012
1e etappe deel B Ronde van Padanië (ploegentijdrit)
2014
2e etappe Ronde van Slovenië
Ronde van de Apennijnen
Memorial Marco Pantani
GP Industria & Commercio di Prato
Coppa Sabatini
Eindklassement Coppa Italia
2015
1e etappe Ronde van de Limousin
Eind- en jongerenklassement Ronde van de Limousin
Grote Prijs Bruno Beghelli
Eindklassement Coppa Italia
2016
GP Lugano
3e en 4e etappe Ronde van de Limousin
5e etappe Ronde van Poitou-Charentes
Coppa Sabatini
Coppa Agostoni
Ronde van de Drie Valleien
Eindklassement Coppa Italia
2017
2e etappe Parijs-Nice
Brabantse Pijl
Coppa Bernocchi
2018
4e etappe Ronde van Dubai
3e etappe Ronde van Zwitserland
Coppa Bernocchi
Ronde van Piemonte
2019
4e etappe Ronde van Oman
4e etappe Ronde van Duitsland
Puntenklassement Ronde van Duitsland
Grote Prijs Bruno Beghelli
2020
2e etappe Route d'Occitanie
2021
2e etappe Ronde van Romandië
Puntenklassement Ronde van Romandië
3e etappe Critérium du Dauphiné
Puntenklassement Critérium du Dauphiné
 Italiaans kampioen op de weg, Elite
6e etappe Benelux Tour
Eindklassement Benelux Tour
 Europees kampioenschap op de weg, Elite
Memorial Marco Pantani
Parijs-Roubaix
Eindklassement Coppa Italia

### Resultaten in voornaamste wedstrijden
| Jaar | Ronde van Italië | Ronde van Frankrijk | Ronde van Spanje |
| ---- | ---------------- | ------------------- | ---------------- |
| 2012 | 100e             |                     |                  |
| 2013 | 89e              |                     |                  |
| 2014 | 94e              |                     |                  |
| 2015 | 100e             |                     |                  |
| 2016 | 95e              |                     |                  |
| 2017 |                  | 122e                |                  |
| 2018 |                  | 109e                |                  |
| 2019 |                  | 85e                 |                  |
| 2020 |                  | 93e                 |                  |
| 2021 |                  | 52e                 |                  |

| Jaar | Milaan-San Remo | Gent-Wevelgem | Ronde van Vlaanderen | Parijs-Roubaix | Amstel Gold Race | Ronde van Lombardije | E3 Harelbeke | Brabantse Pijl | Bretagne Classic |  | WK op de weg |  | Wereldranglijsten |
| ---- | --------------- | ------------- | -------------------- | -------------- | ---------------- | -------------------- | ------------ | -------------- | ---------------- |  | ------------ |  | ----------------- |
| 2012 |                 |               |                      |                |                  | opgave               |              |                |                  |  |              |  |                   |
| 2013 | 12e             |               |                      |                |                  |                      |              |                |                  |  |              |  |                   |
| 2014 | 6e              |               |                      |                | opgave           |                      |              | opgave         | 72e              |  | 13e          |  |                   |
| 2015 | 18e             |               |                      |                | 107e             | opgave               |              | opgave         |                  |  |              |  |                   |
| 2016 | 9e              | opgave        |                      |                | ↑                | opgave               |              | 6e             | 43e              |  | opgave       |  |                   |
| 2017 | 13e             | 13e           | 10e                  |                | 9e               |                      | 7e           | ↑              | ↑                |  | 59e          |  | 41e (UWT)         |
| 2018 | 9e              | 124e          | 23e                  |                | 73e              |                      | 49e          | ↑              | 20e              |  |              |  | 47e (UWT)         |
| 2019 | 43e             | opgave        | 30e                  |                | 72e              |                      | 13e          | 49e            |                  |  | 11e          |  | 66e (UWR)         |
| 2020 | 63e             | opgave        | 47e                  |                |                  |                      |              | 4e             |                  |  |              |  |                   |
| 2021 | 8e              | 4e            | 55e                  | ↑              | 72e              |                      | 57e          | 64e            |                  |  | 10e          |  |                   |

## Ploegen
- 2010 –  Colnago-CSF Inox (stagiair vanaf 1-8)
- 2011 –  Colnago-CSF Inox (stagiair vanaf 1-8)
- 2012 –  Colnago-CSF Inox
- 2013 –  Bardiani Valvole-CSF Inox
- 2014 –  Bardiani CSF
- 2015 –  Bardiani CSF
- 2016 –  Bardiani CSF
- 2017 –  Bahrain-Merida
- 2018 –  Bahrain-Merida
- 2019 –  Bahrain-Merida
- 2020 –  Bahrain McLaren
- 2021 –  Bahrain-Victorious
- 2022 –  Bahrain-Victorious

Wielerploegen van Sonny Colbrelli
Andreetta · Barbin · Battaglin · Boem · Bongiorno · Chirico · Colbrelli · Manfredi · Piechele · Pirazzi · Ruffoni · Simion · L.Sterbini · S.Sterbini · Tonelli · Zardini
Andreetta · Barbin · Boem · Bongiorno · Chirico · Ciccone · Colbrelli · Maestri · Pirazzi · Rota · Ruffoni · Simion · L.Sterbini · S.Sterbini · Tonelli · Velasco · Zardini
Agnoli · Arashiro · Boaro · Bole · Bonifazio · Božič · Brajkovič · Cink · Colbrelli · Feng · García · Gasparotto · Grmay · Haussler · Insausti · Izagirre · Moreno · Navardauskas · A. Nibali · V. Nibali · Novak · Pellizotti · Per · Pibernik · Siwtsow · Visconti · Wang · Garosio (stagiair) · Padoen (stagiair) · Toniatti (stagiair)
Agnoli · Arashiro · Boaro · Bole · Bonifazio · Božič · Colbrelli · Feng · García · Gasparotto · Haussler · G. Izagirre · J. Izagirre · Koren · Mohorič · Navardauskas · A. Nibali · V. Nibali · Novak · Padoen · Pellizotti · Per · Pernsteiner · Pibernik · Pozzovivo · Siwtsow · Visconti · Wang
Agnoli · Arashiro · Bauhaus · Bole · Caruso · Colbrelli · Dennis     · Feng · García · Garosio · Haussler · Koren · Mohorič · A. Nibali · V. Nibali · Novak · Padoen · Pernsteiner · Pibernik · Pozzovivo · Sieberg · Teuns · Tratnik · Wang · Williams
Arashiro · Battaglin · Bauhaus · Bilbao · Bole · Buitrago · Capecchi · Caruso · Cavendish · Colbrelli · Davies · Feng · García Cortina · Haller · Haussler · Inkelaar · Landa · Mohorič · Novak · Padoen · Pernsteiner · Pibernik · Poels · Sieberg · Teuns · Tratnik · Valls · Williams · Wright
Arashiro · Bauhaus · Bilbao · Buitrago · Capecchi · Caruso · Colbrelli  · Davies · Feng · Jack · Haller · Haussler · Inkelaar · Landa · Madan · Mäder · Milan· Mohorič · Novak · Padoen · Pernsteiner · Poels · Sieberg · Teuns · Tratnik · Valls · Williams · Wright
Arashiro · Bauhaus · Bilbao · Buitrago · Caruso · Colbrelli · Feng · Govekar (vanaf 1/6) · Gradek · Haig · Haussler · Landa · Maciejuk · Madan · Mäder · Milan· Mohorič · Novak · Osorio (tot 31/3) · Pernsteiner · Poels · Price-Pejtersen · Sánchez · Sütterlin · Teuns (tot 4/8) · Tratnik · Williams · Wright · Zambanini · Miholjević (stagiair)